# Herrarnas omnium i bancykling vid olympiska sommarspelen 2012
Herrarnas omnium vid olympiska sommarspelen 2012 avgjordes mellan 4 augusti och 5 augusti 2012 i London, Storbritannien.

## Medaljörer
| Event            | Guld                        | Silver                  | Brons                    |
| Herrarnas ominum | Lasse Norman Hansen Danmark | Bryan Coquard Frankrike | Ed Clancy Storbritannien |

## Schema
| Datum            | Tid               | Tävling                                                  |
| ---------------- | ----------------- | -------------------------------------------------------- |
| Lördag 4 augusti | 10:25 17:00 18:25 | Flygande varv 30 km poänglopp Elimineringslopp           |
| Söndag 5 augusti | 10:00 17:00 18:10 | 4 km individuell förföljelse 15 km scratch 1 km tidskval |

## Slutresultat
| Plats | Cyklist                   | FV | PL | EL | IF | S  | TK | Poäng |
| ----- | ------------------------- | -- | -- | -- | -- | -- | -- | ----- |
| 1     | Lasse Norman Hansen (DEN) | 4  | 2  | 12 | 1  | 6  | 2  | 27    |
| 2     | Bryan Coquard (FRA)       | 5  | 4  | 1  | 12 | 3  | 4  | 29    |
| 3     | Ed Clancy (GBR)           | 1  | 11 | 5  | 2  | 10 | 1  | 30    |
| 4     | Roger Kluge (GER)         | 11 | 1  | 7  | 5  | 4  | 5  | 33    |
| 5     | Glenn O'Shea (AUS)        | 3  | 8  | 3  | 3  | 14 | 3  | 34    |
| 6     | Elia Viviani (ITA)        | 6  | 5  | 2  | 7  | 5  | 9  | 34    |
| 7     | Shane Archbold (NZL)      | 2  | 15 | 6  | 6  | 13 | 6  | 48    |
| 8     | Zachary Bell (CAN)        | 7  | 13 | 10 | 8  | 1  | 10 | 49    |
| 9     | Eloy Teruel (ESP)         | 14 | 3  | 17 | 9  | 2  | 14 | 59    |
| 10    | Juan Arango (COL)         | 8  | 17 | 13 | 4  | 11 | 7  | 60    |
| 11    | Cho Ho-Sung (KOR)         | 12 | 10 | 9  | 13 | 8  | 8  | 60    |
| 12    | Bobby Lea (USA)           | 10 | 12 | 8  | 11 | 7  | 13 | 61    |
| 13    | Martyn Irvine (IRL)       | 9  | 6  | 15 | 14 | 9  | 11 | 64    |
| 14    | Walter Pérez (ARG)        | 17 | 7  | 4  | 15 | 12 | 17 | 72    |
| 15    | Gijs van Hoecke (BEL)     | 13 | 9  | 18 | 10 | 15 | 12 | 77    |
| 16    | Choi Ki Ho (HKG)          | 15 | 14 | 11 | 17 | 17 | 15 | 89    |
| 17    | Carlos Linarez (VEN)      | 16 | 16 | 14 | 16 | 18 | 16 | 96    |
| 18    | Luis Mansilla (CHI)       | 18 | 18 | 16 | 18 | 16 | 18 | 104   |

## Grenresultat
| Plats | Cyklist                   | Tid    |
| ----- | ------------------------- | ------ |
| 1     | Ed Clancy (GBR)           | 12.556 |
| 2     | Shane Archbold (NZL)      | 13.112 |
| 3     | Glenn O'Shea (AUS)        | 13.222 |
| 4     | Lasse Norman Hansen (DEN) | 13.236 |
| 5     | Bryan Coquard (FRA)       | 13.347 |
| 6     | Elia Viviani (ITA)        | 13.359 |
| 7     | Zachary Bell (CAN)        | 13.406 |
| 8     | Juan Arango (COL)         | 13.469 |
| 9     | Martyn Irvine (IRL)       | 13.504 |
| 10    | Bobby Lea (USA)           | 13.559 |
| 11    | Roger Kluge (GER)         | 13.571 |
| 12    | Cho Ho-Sung (KOR)         | 13.614 |
| 13    | Gijs van Hoecke (BEL)     | 13.633 |
| 14    | Eloy Teruel (ESP)         | 13.655 |
| 15    | Choi Ki Ho (HKG)          | 13.659 |
| 16    | Carlos Linarez (VEN)      | 13.863 |
| 17    | Walter Pérez (ARG)        | 14.036 |
| 18    | Luis Mansilla (CHI)       | 14.270 |

| Plats | Cyklist                   | Varv | Poäng |
| ----- | ------------------------- | ---- | ----- |
| 1     | Roger Kluge (GER)         | 3    | 79    |
| 2     | Lasse Norman Hansen (DEN) | 2    | 59    |
| 3     | Eloy Teruel (ESP)         | 2    | 55    |
| 4     | Bryan Coquard (FRA)       | 2    | 51    |
| 5     | Martyn Irvine (IRL)       | 2    | 47    |
| 6     | Elia Viviani (ITA)        | 2    | 47    |
| 7     | Walter Pérez (ARG)        | 1    | 26    |
| 8     | Glenn O'Shea (AUS)        | 1    | 25    |
| 9     | Gijs van Hoecke (BEL)     | 1    | 23    |
| 10    | Cho Ho-Sung (KOR)         | 1    | 20    |
| 11    | Ed Clancy (GBR)           | 0    | 18    |
| 12    | Bobby Lea (USA)           | 0    | 8     |
| 13    | Zachary Bell (CAN)        | 0    | 4     |
| 14    | Shane Archbold (NZL)      | 0    | 3     |
| 15    | Choi Ki Ho (HKG)          | 0    | 3     |
| 16    | Carlos Linarez (VEN)      | −1   | −18   |
| 17    | Juan Arango (COL)         | −1   | −18   |
| 18    | Luis Mansilla (CHI)       | −2   | −40   |

| Plats | Cyklist                   |
| ----- | ------------------------- |
| 1     | Bryan Coquard (FRA)       |
| 2     | Elia Viviani (ITA)        |
| 3     | Glenn O'Shea (AUS)        |
| 4     | Walter Pérez (ARG)        |
| 5     | Ed Clancy (GBR)           |
| 6     | Shane Archbold (NZL)      |
| 7     | Roger Kluge (GER)         |
| 8     | Bobby Lea (USA)           |
| 9     | Cho Ho-Sung (KOR)         |
| 10    | Zachary Bell (CAN)        |
| 11    | Choi Ki Ho (HKG)          |
| 12    | Lasse Norman Hansen (DEN) |
| 13    | Juan Arango (COL)         |
| 14    | Carlos Linarez (VEN)      |
| 15    | Martyn Irvine (IRL)       |
| 16    | Luis Mansilla (CHI)       |
| 17    | Eloy Teruel (ESP)         |
| 18    | Gijs van Hoecke (BEL)     |

| Plats | Cyklist                   | Tid      |
| ----- | ------------------------- | -------- |
| 1     | Lasse Norman Hansen (DEN) | 4:20.674 |
| 2     | Ed Clancy (GBR)           | 4:20.853 |
| 3     | Glenn O'Shea (AUS)        | 4:24.811 |
| 4     | Juan Arango (COL)         | 4:25.477 |
| 5     | Roger Kluge (GER)         | 4:25.554 |
| 6     | Shane Archbold (NZL)      | 4:26.581 |
| 7     | Elia Viviani (ITA)        | 4:28.499 |
| 8     | Zachary Bell (CAN)        | 4:29.411 |
| 9     | Eloy Teruel (ESP)         | 4:29.874 |
| 10    | Gijs van Hoecke (BEL)     | 4:29.992 |
| 11    | Bobby Lea (USA)           | 4:30.127 |
| 12    | Bryan Coquard (FRA)       | 4:30.780 |
| 13    | Cho Ho-Sung (KOR)         | 4:32.382 |
| 14    | Martyn Irvine (IRL)       | 4:32.948 |
| 15    | Walter Pérez (ARG)        | 4:33.532 |
| 16    | Carlos Linarez (VEN)      | 4:36.477 |
| 17    | Choi Ki Ho (HKG)          | 4:38.707 |
| 18    | Luis Mansilla (CHI)       | 4:53.230 |

| Plats | Cyklist                   | Varv |
| ----- | ------------------------- | ---- |
| 1     | Zachary Bell (CAN)        | 0    |
| 2     | Eloy Teruel (ESP)         | 0    |
| 3     | Bryan Coquard (FRA)       | 0    |
| 4     | Roger Kluge (GER)         | 0    |
| 5     | Elia Viviani (ITA)        | 0    |
| 6     | Lasse Norman Hansen (DEN) | 0    |
| 7     | Bobby Lea (USA)           | 0    |
| 8     | Cho Ho-Sung (KOR)         | 0    |
| 9     | Martyn Irvine (IRL)       | 0    |
| 10    | Ed Clancy (GBR)           | -1   |
| 11    | Juan Arango (COL)         | -1   |
| 12    | Walter Pérez (ARG)        | -1   |
| 13    | Shane Archbold (NZL)      | -1   |
| 14    | Glenn O'Shea (AUS)        | -1   |
| 15    | Gijs van Hoecke (BEL)     | -1   |
| 16    | Luis Mansilla (CHI)       | -1   |
| 17    | Choi Ki Ho (HKG)          | -1   |
| 18    | Carlos Linarez (VEN)      | -1   |

| Plats | Cyklist                   | Tid      |
| ----- | ------------------------- | -------- |
| 1     | Ed Clancy (GBR)           | 1:00.981 |
| 2     | Lasse Norman Hansen (DEN) | 1:02.314 |
| 3     | Glenn O'Shea (AUS)        | 1:02.513 |
| 4     | Bryan Coquard (FRA)       | 1:03.078 |
| 5     | Roger Kluge (GER)         | 1:03.144 |
| 6     | Shane Archbold (NZL)      | 1:03.290 |
| 7     | Juan Arango (COL)         | 1:03.793 |
| 8     | Cho Ho-Sung (KOR)         | 1:04.150 |
| 9     | Elia Viviani (ITA)        | 1:04.239 |
| 10    | Zachary Bell (CAN)        | 1:04.328 |
| 11    | Martyn Irvine (IRL)       | 1:04.558 |
| 12    | Gijs van Hoecke (BEL)     | 1:04.748 |
| 13    | Bobby Lea (USA)           | 1:04.853 |
| 14    | Eloy Teruel (ESP)         | 1:05.463 |
| 15    | Choi Ki Ho (HKG)          | 1:06.071 |
| 16    | Carlos Linarez (VEN)      | 1:06.773 |
| 17    | Walter Pérez (ARG)        | 1:07.523 |
| 18    | Luis Mansilla (CHI)       | 1:08.517 |